# Взятие Иерихона
Взятие Иерихона — библейский рассказ о чудесном взятии ханаанского города Иерихон евреями под предводительством Иисуса Навина, описан в Книге Иисуса Навина. С этого эпизода начинается библейский рассказ о завоевании евреями Ханаана.

## В Библии
В Пятикнижии рассказывается, как евреи под предводительством Моисея подошли к реке Иордан в стране Моав, напротив Иерихона.
После смерти Моисея в пустыне, Иисусу Навину явился Бог и велел ему возглавить народ и вместе с ним перейти Иордан — в Обетованную землю: «Всякое место [в Обетованной земле], на которое ступят стопы ног ваших, Я даю вам, как сказал Я Моисею […], и как был Я с Моисеем, так буду с тобою и не отступлю от тебя […], ибо народу сему ты передашь во владение землю, которую Я клялся отцами их дать им.»

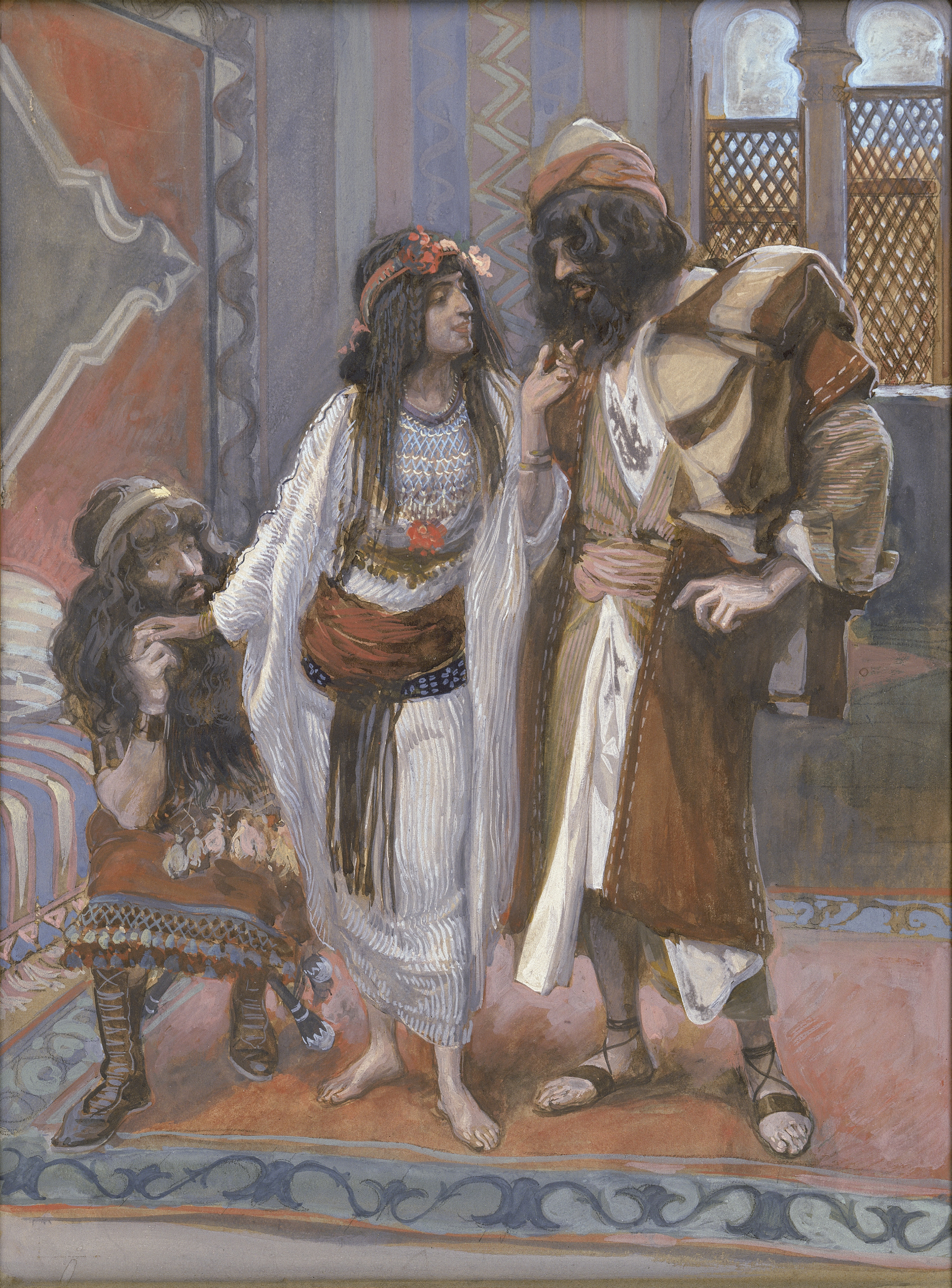
Тиссо: Израильские лазутчики и Раав

Прежде чем израильтяне перешли Иордан, Иисус Навин посылал двух лазутчиков осмотреть Обетованную землю и Иерихон (Нав. 2:1).
Город был окружён высокой стеной. Лазутчики остановились на ночь у блудницы Раав, чей дом находился на городской стене.
Царь Иерихона, услышав о прибытии в город чужестранцев, требовал у Раав выдачи соглядатаев, с тем чтобы наказать их.
Поняв, что остановившиеся в её доме — разведчики враждебной армии, она укрыла их от царя и просила сохранить жизнь ей и её домочадцам, когда армия войдёт в город. Разведчики дали такое обещание, Раав спустила их на верёвке через окно, и они, скрываясь три дня в горах, благополучно возвратились затем к Иисусу Навину. Погнавшиеся за ними иерихонцы не смогли найти их.
Разведчики вернулись в свой стан, после чего Иисус Навин перевёл народ через Иордан напротив Иерихона, неподалёку от устья. При переходе войска через реку вода Иордана иссякла, армия перешла по сухому дну реки, после чего воды Иордана вновь потекли в Мёртвое море (Нав. 4:18). Израильтяне поставили стан в Галгале, на восток от Иерихона.
Перед взятием Иерихона Иисусу Навину явился «вождь воинства Господня» (Нав. 5:13-15) и дал указания, как взять город: «семь священников пусть несут семь труб юбилейных пред ковчегом; а в седьмой день обойдите вокруг города семь раз, и священники пусть трубят трубами» (Нав. 6:1-4). Получив этот знак поддержки Небесных сил, армия в течение семи дней окружила городские стены. На седьмой день войско обошло город семь раз, в сопровождении священнослужителей, дующих в трубы (Нав. 6:14-16).
Библейский текст следующего за этим эпизода имеет две интерпретации.
- Первая, традиционная, основанная на переводе, называемом Септуагинта: «И вострубили в трубы, народ восклицал громким голосом, и от этого обрушилась стена до основания, и войско вошло в город, и взяли город»
- Вторая, менее популярная[источник не указан 1559 дней] и основанная на более поздних переводах[каких?]: «И вострубили в трубы, и раздались воинственные кличи народа, идущего на приступ. Стена города рухнула до основания, и войско вошло в город и взяло его.»

История о чудесном падении стен города от звуков труб послужила возникновению фразеологизма «иерихонская труба».
Перед взятием города Иисус накладывает на него заклятие: приказывает истребить всё его население, а серебро, золото, медь и железо, обнаруженные в городе должны были быть переданы в будущую храмовую сокровищницу. Пощажена была только блудница Раав и её домочадцы. Сам Иерихон был полностью разрушен и сожжён.
Один из воинов еврейской армии по имени Ахан «взял из заклятого» и этим заклял весь еврейский народ, поэтому в следующей битве войско потерпело поражение. Иисус, узнав про нарушение запрета, наученный Богом, выявил этого воина. У мародёра были обнаружены золотые и серебряные предметы, взятые на руинах Иерихона, после чего мародёр и его дети были казнены, и божественный гнев утих (Нав. 7:1-26).
Вторая часть заклятия Иисуса запрещала восстанавливать город (Нав. 6:25). Согласно некоторым толкованиям, запрет относился только к восстановлению стен.
С этого времени он не упоминается в библейских текстах, как заселённый город, и только в царствование Ахава некий Ахиил нарушил заклятие и восстановил его.

## Исторические сведения
Возможно, легенда о внезапном падении стен города связана с действительным разрушением Иерихона от землетрясения за 200—250 лет от предполагаемого времени завоевания евреями Ханаана.

## В культуре
Взятие Иерихона — наиболее часто отображаемый в живописи сюжет Книги Иисуса Навина.